# Wilhelm Sandmann (Verleger)
Wilhelm Sandmann (* 7. Februar 1933 in Münster; † 13. März 2018) war ein deutscher Verlags-Manager, Zeitungsverleger und Präsident des Bundesverbandes Deutscher Zeitungsverleger (BDZV).

## Leben
Wilhelm Sandmann wurde 1933 als Sohn eines Verwaltungsangestellten geboren und besuchte ab 1939 – mit Unterbrechungen durch die Folgen des Zweiten Weltkrieges – von 1939 bis 1948 Schulen in Burgsteinfurt sowie in seiner Heimatstadt Münster.
Von 1949 bis 1952 absolvierte Sandmann eine Ausbildung als Schriftsetzer, bevor er auf dem zweiten Bildungsweg in einer Abendschule seine Hochschulreife nachholte. Anschließend studierte er an der Universität Hamburg bis 1959 Betriebswirtschaft und Volkswirtschaftslehre.
Ebenfalls in Hamburg begann Wilhelm Sandmann seine Karriere ab 1960 zunächst als Assistent im Hamburger Zentralbüro der Axel Springer Verlags AG, bevor er von 1962 bis 1966 im damaligen West-Berlin bei der Berliner Zeitungsdruckerei als Assistent der Geschäftsführung tätig wurde. Daran anschließend arbeitete er bis 1970 als Betriebsleiter Technik in der Berliner Axel Springer-Konzernzentrale.
1970 wechselte Sandmann als Prokurist zur Verlagsgesellschaft Madsack in Hannover, in der er 1975 zum Mitglied der Geschäftsführung aufstieg. Als Vorsitzender der Geschäftsführung der Verlagsgesellschaft war er in den Jahren von 1984 bis 1995 zugleich Verleger der Tageszeitungen Hannoversche Allgemeine Zeitung und Neue Presse. Als Aufsichtsratsvorsitzender von Madsacks damaliger TVN Group Holding weihte Sandmann 1985 gemeinsam mit Luise Madsack, Wilfried Hasselmann, Sylvia Madsack und Friedhelm Haak das hannoversche Übertragungsstudio des privaten Fernsehsenders Sat.1 im Anzeiger-Hochhaus ein.
1995 übernahm Sandmann dann den Aufsichtsratsvorsitz der Madsack Mediengruppe.
Zeitweilig parallel zu seinen Aufgaben in Niedersachsen hatte Sandmann 1992 zudem den Vorsitz der Leipziger Verlags- und Druckereigesellschaft übernommen.
Unterdessen war Wilhelm Sandmann bereits 1984 zudem zum Vize-Präsidenten des Bundesverbandes Deutscher Zeitungsverleger (BDZV) gewählt worden, 1992 dann zu dessen Präsidenten, ein Amt, das er bis in das Jahr 2000 ausübte. In dieser Zeit der Vollendung des Europäischen Binnenmarktes engagierte er sich insbesondere für die langfristige Sicherung der Vielfalt der deutschen Zeitungslandschaft. Zudem kämpfte er stets für die grundgesetzlich garantierte Pressefreiheit, die er in der Geschichte der Bundesrepublik Deutschland jedoch immer wieder in Gefahr gewollter Beschränkungen seitens politischer Parteien, Bundes- oder Landesregierungen oder auch Gewerkschaften erlebt hatte.
Ein weiteres Arbeitsfeld Sandmanns als Präsident des BDZV war die gegen Ende des 20. Jahrhunderts einsetzende Digitalisierung im Zeitungswesen. Regelmäßig stritt er mit Erfolg für die Teilhabe-Möglichkeiten der Verlage an den seinerzeit noch neuen multimedialen Angebotsformen sowie einen freien wie chancengleichen Zugang zu den elektronischen Diensten.
2006 schied Wilhelm Sandmann, der nachmalige Ehrenpräsident des BDZV, aus der Verlagsgesellschaft Madsack aus. Anlässlich seines 75. Geburtstags äußerte er sich 2008 in einem Interview in der Tageszeitung Main-Echo zu den sinkenden Verkaufszahlen gedruckter Tageszeitungen insbesondere in den Großstädten, durch den demographischen Wandel und die steigende Zahl von Single-Haushalten:

„Das Internet macht Probleme, weil die nachwachsende Generation Informationen aus dem Internet bekommt.“

Zwar zollte er zugleich seinem Enkel Respekt, der sich „tierisch viel Informationen“ aus dem Netz ziehe:

„Aber dass das ein Ersatz ist für die vielen Dinge, die man in der Zeitung finden kann, glaube ich nicht.“

Ebenfalls Anfang des 21. Jahrhunderts konnte Sandmann, der ehemalige Vorsitzende der Kestnergesellschaft, sowie seine Ehefrau Ursula, gemeinsam mit Christiane Rischbieter Gräfin von der Schulenburg mit der Kestnerplakette geehrte Chefin des Förderkreises der Kestnergesellschaft, den Vorstandsvorsitzenden der VHV Holding AG für die ehrenamtlichen Aufgaben des Vorstandsvorsitzenden der Kestnergesellschaft gewinnen.
Wilhelm Sandmann wurde 1998 anlässlich seines 65. Geburtstages mit dem Großen Verdienstkreuz des Niedersächsischen Verdienstordens geehrt.
Er starb am 13. März 2018 im Alter von 85 Jahren.

## Medienecho (Auswahl)
- Michael Evers (dpa): Glaubt fest an die Zukunft gedruckter Nachrichten / Hannover. Nach einem ganzen Arbeitsleben für die Zeitung glaubt Wilhelm Sandmann (Foto: dpa) weiter an die Zukunft von gedruckten Nachrichten auf der Seite vom Main-Echo vom 7. Februar 2008